# Теренсай (станция, Оренбургская область)
Теренсай — железнодорожная станция (тип населённого пункта) в Адамовском районе Оренбургской области России. Расположена в 407 км по железной дороге от Оренбурга. Входит в состав Теренсайского сельсовета.

## Этимология
Станция получила название по местоположению: Теренсай  — в переводе с казахского «Глубокая балка» — так именовался овраг рядом, в долине реки Жуса.

## География
Населённый пункт находится в восточной части региона, на западе района, в подзоне типчаково-ковыльных степей.
Климат
Климат характеризуется как резко континентальный с морозной зимой и жарким летом. Среднегодовая температура воздуха составляет 1,5 °C. Абсолютный максимум температуры воздуха составляет 42 °C; абсолютный минимум — −42 °C. Среднегодовое количество атмосферных осадков составляет 280—330 мм. При этом около 75 % осадков выпадает в тёплый период. Снежный покров держится в среднем около 152 дней в году.

## История
Поселение железнодорожников возникло при строительстве в 1929−1931 годах перегона железной дороги Орск — Карталы.

## Население
| 2010 |
| ---- |
| 709  |

## Инфраструктура
Путевое хозяйство. Действует железнодорожная станция Теренсай